# Љенка
Љенка (слч. Lenka) насељено је мјесто са административним статусом сеоске општине (слч. obec) у округу Римавска Собота, у Банскобистричком крају, Словачка Република.

## Становништво
| Година:    | 1994. | 2004.    | 2014.   | 2024.   |
| ---------- | ----- | -------- | ------- | ------- |
| Број људи: | 216   | 194      | 187     | 204     |
| Разлика:   |       | -10,18 % | -3,60 % | +9,09 % |

| Година:    | 2023. | 2024. |
| ---------- | ----- | ----- |
| Број људи: | 200   | 204   |
| Разлика:   |       | +2 %  |

Према подацима о броју становника из 2011. године насеље је имало 191 становника.